# براين نيلسن (ملاكم)
براين نيلسن (بالدنماركية: Brian Nielsen)‏ مواليد 1 أبريل 1965 في الدنمارك، هو ملاكم دانمركي يصنف ضمن فئة الوزن الثقيل. شارك في دورة الألعاب الأولمبية الصيفية.

## إحصائيات
خاض خلال مسيرته 67 نزالا، فاز في 64 وخسر في 3 (أمام إيفاندر هوليفيلد في 2011، مايك تايسون في 2001، ديك رايان في 1999).
فاز بالضربة القاضية في 43 نزالا.

## الميداليات
| الميدالية | المسابقة                       |
| --------- | ------------------------------ |
| برونزية   | الألعاب الأولمبية الصيفية 1992 |

## روابط خارجية
- براين نيلسن على موقع IMDb (الإنجليزية)
- براين نيلسن على موقع قاعدة بيانات الفيلم (الإنجليزية)
- براين نيلسن على موقع بوكس ريك (الإنجليزية) (registration required)
- براين نيلسن على موقع أوليمبيديا (الإنجليزية)